# Izrael Cwajgenbaum
Izrael Cwajgenbaum (ros. Исраил Иосифович Цвайгенбаум; ang. Israel Tsvaygenbaum; ur. 1 lutego 1961 r. w Derbencie, w Dagestańskiej ASRR, ZSRR) – radziecki, rosyjski i amerykański artysta malarz.

## Życiorys
Izrael Cwajgenbaum wystawiał w Rosji i Stanach Zjednoczonych. Szereg jego dzieł znajduje się w Muzeum Historyczno-Archeologicznym w Derbent. Liczne prace Cwajgenbauma są częścią zbiorów prywatnych w Austrii, Bułgarii, Anglii, Francji, Holandii, Izraela, Rosji i USA.
Cwajgenbaum urodził się w Derbent, na południu Rosji. Rodzice Cwajgenbauma są Żydami. Jego ojciec pochodził z Będzina. W czasie II wojny światowej, został zmuszony do ucieczki do ZSRR. Matka Cwajgenbauma urodziła się w Związku Radzieckim jako górska Żydówka.
Od 1976 do 1980 Cwajgenbaum studiował wychowanie plastyczne w Szkole Pedagogicznej w Izberbaszu. W 1991 roku ukończył studia na Wydziale Malarsko-Graficznym Kubańskiego Uniwersytetu Państwowego w Krasnodarze. W 1987 roku zorganizował w Derbencie stowarzyszenie malarzy pod nazwą Koloryt. Koloryt miał wiele wystaw w Derbencie, w Galerii Sztuki w Machaczkale, w Dagestanie, w Rosji. Kultura środowiska, dynamika życia, gdzie Cwajgenbaum wyrastał i jego żydowskie pochodzenie, są głęboko odzwierciedlone w jego twórczości. Gazeta Derbenskie Aktualności (ros. Дербентские Известия) tak napisała o twórczości artysty:
„Temat tęsknoty i samotności obecny jest w wielu obrazach: Nostalgia, Samotny, Dwoje… inspirowany jest wizerunkiem ojca artysty, który opuścił Polskę w 1939 roku, w wieku 29 lat. Wszyscy jego krewni zginęli. Kompozycja obrazów ukazuje smutek i melancholię.”
W kolejnym akapicie czytamy:
„Paleta kolorów w obrazach jest przytłumiona i stonowana. To paleta jesieni. Złoto brzóz łączy się z miedzią liści dębu, purpura klonu z czernią nagich gałęzi.”
W listopadzie 1993 i w kwietniu 1994 odbyły się dwie duże i zarazem ostatnie wystawy
Cwajgenbauma w Moskwie. Pierwsza miała miejsce w Galerii Wschodniej a ostatnia Żydowska Rapsodia w Centralnym Domie Artysty na Krymskim Wale. Artysta poświęcił Żydowską Rapsodię swojemu ojcu.
W lipcu 1994 roku, Izrael Cwajgenbaum i jego rodzina opuścili Rosję, ponieważ dalsze życie w Republice Dagestanu stało się niebezpieczne. Obecnie mieszka w Albany w stanie Nowy Jork. W USA Cwajgenbaum kontynuuje prace nad swoimi obrazami. Przedstawiają one żydowskie i uniwersalne tematy, jednakże tony kolorów zauważalnie zmieniły się z brązów na żółcie.

## Podpis artysty
Cwajgenbaum podpisuje obrazy swoim imieniem w języku hebrajskim: hebr. יִשְרָאֵל lub w wersji skróconej: hebr. יִשְ, z wyjątkiem obrazów Chłopak prowadzi ślepego anioła (1997) i Kwiat (1998), które podpisał w języku angielskim jako ang. Tsvaygenbaum. Jego podpis widnieje w lewym lub prawym rogu. Nazwy obrazów napisane są na odwrocie płótna. Wcześniejsze dzieła zostały podpisane w języku rosyjskim, a stworzone po emigracji do Stanów Zjednoczonych w 1994 roku, w języku angielskim.

## Współpraca z innymi artystami

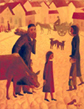
Ludzie z Derbent 1999

W 2001 roku w Albany, NY, Cwajgenbaum rozpoczął współpracę z tancerką Judy Trupin. Trupin stworzyła kompozycje taneczne oparte na dziewięciu obrazach Cwajgenbauma. Stały się one podstawą do spektaklu Świat w naszych oczach. W 2002 roku gazeta The Record pisała:
„Obrazy Cwajgenbauma i tańce Trupin odzwierciedlają wspomnienia z życia żydowskiego w Europie Wschodniej i Rosji, a także tematy uniwersalne. Cwajgenbaum zadedykował Świat w naszych oczach ludziom jego rodzinnego miasta, Derbent. Jego obraz Ludzie z Derbent, jest jednym z dziewięciu, na których Trupin opierała się, tworząc kompozycje taneczne.”
Kolejna gazeta Daily Gazette pisała:
„Korzystając z mieszanki tańca, oryginalnych historii, świata muzyki i slajdów, Trupin...
zinterpretowała dziewięć obrazów Cwajgenbauma.”
Świat w naszych oczach został pokazany w szeregu miast stanu Nowy Jork.

## Portret

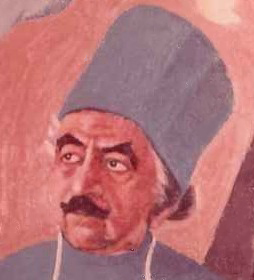
Sekcja portret, dr Ilizarowa 1988

Obrazy Cwajgenbauma to zazwyczaj motywy figuratywne i martwa natura, ale namalował on też kilka portretów. Jednym z nich był portret chirurga ortopedy Gawriiła Abramowicza Ilizarowa. W 1987 roku Cwajgenbaum poleciał do rosyjskiego miasta Kurgan, gdzie spędził sześć dni z doktorem Ilizarowem szkicując go. Cwajgenbaum pracował nad szkicami w gabinecie doktora Ilizarowa. Później, w 1988 roku Cwajgenbaum tak pisał na ten temat w rosyjskiej gazecie Sztandar Komunizmu (ros. Знамя Коммунизма):
„...Na początku dr Ilizarow czuł się bardzo niewygodnie. Potem przyzwyczaił się do tej roli. Później w ciągu dnia tak był skupiony na swojej pracy, ze zapominał o mojej obecności. Te chwile byli najbardziej korzystne dla twórczości. Byłem spokojniejszy, kiedy nie czuł mojego wzroku w czasie szkicowania jego twarzy.”
Portret doktora Ilizarowa wystawiony został na wystawie zbiorowej w Muzeum Historyczno-Archeologicznym w Derbencie. Później Cwajgenbaum podarował portret doktorowi Ilizarowowi. Cwajgenbaum malował również portrety aktorów Górskiego Żydowskiego Teatru.

## Rodzina
Cwajgenbaum jest żonaty z Kateriną Cwajgenbaum, córką rosyjskiego publicysty Yagutiła Miszjewa. Mają trzy córki: Mirwari, Raisę i Esterę.

## Galeria

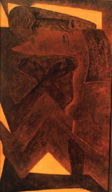
Przybity Mężczyźni (1991)
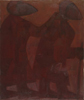
Slepy Mężczyźni (1992)
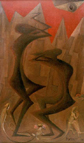
Taniec Pokuta (1992)
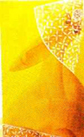
Narzeczona (1993)
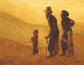
Sposób (1997)
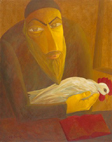
Rzeźnik z Kogut (1997)
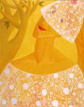
Narzeczona I (1997)
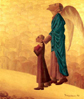
Chłopak prowadzi ślepego Anioła (1997)
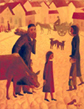
Ludzie z Derbent (1999)
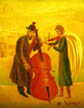
Duo (2000)
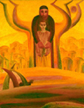
Abraham i Izaak (2001)
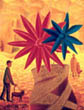
Złoty słoik (2001)
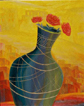
Roses (2002)